# CCPA (hóa sinh)
2-Chloro-N6-cyclopentyladenosine (CCPA) là một chất chủ vận thụ thể đặc hiệu cho thụ thể Adenosine A1. Nó tương tự như N6-cyclopentyladenosine.